# Campo Grande (São Tomé)
Campo Grande é uma aldeia de São Tomé e Príncipe, localiza-se no distrito de Mé-Zóchi, ilha de São Tomé, próxima às localidades de Claudina, e de São Carlos.